# Hallo! Met Bert
Hallo! Met Bert was een serie van twaalf wekelijkse spelprogramma's van de TROS uit 1995. In dit programma stond het feit centraal dat iedereen in Nederland een tiencijferig telefoonnummer kreeg. De reden van deze omnummering was de noodzaak tot uitbreiding van het totaal aantal telefoonaansluitingen in Nederland. Kijkers konden bellen en geld winnen met drama en quizvragen. Deze vragen werden via tijdelijke teletekstpagina's vertoond. De presentator was Bert Kuizenga.
Dit is in Nederland het eerste interactieve tv-programma. Thuis konden de kijkers via teletekst meespelen met het programma en ze kwamen uiteindelijk telefonisch in de uitzending als ze alle vragen hadden beantwoord.